# ウィッチズガーデン
『ウィッチズガーデン』は、2012年11月30日にういんどみるOasisより発売された18禁恋愛アドベンチャーゲームである。
家庭用ゲーム機向けとしてNintendo Switch版が2022年12月22日に発売された。
ういんどみるブランドの10周年記念タイトル第2弾。城壁に囲まれたアミューズメントシティを舞台としたファンタジーテイストの物語で、ブランドの過去作品『はぴねす!』『祝福のカンパネラ』などのシェアワールドのような世界観となっている。シナリオ担当の保住圭によれば、作品テーマはキャッチコピーの「恋して、世界は変わっていく」のそのままで、若者賛歌・恋愛賛歌である。

## ストーリー
四方を城壁に囲まれた都市、「風城市」。風城市では建築物は西洋風に統一され、多くの住人が「アバター」となって観光客を歓迎していた。
主人公・有馬洋輔は風城市の叔母の下で下宿生活を始めることになる。洋輔は叔母の家で、もう1人の同居人である緋宮あやりと出会う。時には不思議な魔法を使う彼女に洋輔は驚く。
洋輔はあやりと共に風城学園に通い始め、様々な少女と出会う。次第に彼女達の魅力に惹かれ、洋輔は恋に落ちてゆく。

## 登場人物

### メインキャラクター
有馬 洋輔（ありま ようすけ）
声：なし
本作の主人公。越境入学で風城学園に入学した。叔母の悠子が営んでいる雑貨店「Oasis」に住んでいる。年上の幼馴染の莉々子から幼い頃に剣術を教わっていた。
緋宮 あやり（ひのみや あやり）
声：日山紅莉栖
アバター：魔女
洋輔と一緒にOasisに住む少女。洋輔が最初に会った魔女ですぐに仲良くなる。呑気な性格で、些細な出来事にも大げさなリアクションをする。
雪村 涼乃（ゆきむら すずの）
声：遥そら
アバター：魔女
洋輔が出会う2人目の魔女。風城市の名家のお嬢様である。生真面目な性格のため、周りから近寄りがたいと思われている。魔女であることに誇りを持っており、常にアバターとしての特殊メイクをしている。
羽田野 莉々子（はたの りりこ）
声：さくらはづき
アバター：騎士
洋輔の2つ年上の幼馴染であり、姉のような存在。アバターは騎士であり、風城騎士団に所属している。イギリス生まれの帰国子女であり、時代劇で日本語を覚えたことから古風な話し方をする。かつて洋輔に剣術を教えたことがある。
柴門 水澄（さいもん みすみ）
声：夏野こおり
アバター：魔女
洋輔が出会った3人目の魔女。洋輔の1つ年上の先輩。頼まれたら断れない性格で、よく雑務を引き受けている。きわめて女性的な身体つきをしており、洋輔が目のやり場に困ることが多い。
柴門 えくれあ（さいもん えくれあ）
声：藤咲ウサ
水澄と常に行動している少女。水澄のマジックワンドを自称している。水澄に対しては心を開いているが、それ以外の人間には警戒心を常に抱いている。そのため、水澄以外には毒舌であり、それをよく水澄に注意されている。お菓子のエクレアが好物。
その正体はオートマタであり、頭の中で数人のえくれあが話し合う場面もある。

### サブキャラクター
今野 こはる（こんの こはる）
声：丹下葉子
バトンバワラーを目指している同級生の女の子。
荒木 宗右衛門 悟朗（あらき そうえもん ごろう）
声：黒瀬鷹
アバター：ストライダー（野伏）
洋輔たちの同級生だが、髭面の風貌から年上に見られがち。ストライダーらしくその辺で野宿することを常としている。
雪村 明乃（ゆきむら あけの）
声：吉沢美弦
アバター：魔女
涼乃の妹。クールな姉と違って、子供っぽい性格をしている。
鑑 悠子（かがみ ゆうこ）
声：かわしまりの
洋輔の叔母で雑貨店「Oasis」の店主。朝は苦手でかなりひどい状態（目が数字の3）になるが、店を開ける頃には元に戻っている。
タマ先生
声：平山紗弥
洋輔たちの担任の先生。『はぴねす!』に登場したスフィアタム（タマちゃん）と同じく、球体で関西弁をしゃべる。ちなみに中の人の存在は否定している。
マーシャ・マクレラン
声：水瀬ゆの
風城に長期滞在中の観光客。よくOasisに遊びに来る。あやりのことが大層お気に入りである。
鞍内 譲治（くらうち じょうじ）
声：ビッグバン平太
アバター：騎士（真騎士）
風城騎士団の団長。街一番の剣豪であるが、悠子には逆えない。

## 用語
風城市
城壁の中に有る都市で、街全体がテーマパークとなっている。住民の多くが観光業に就いており、訪れる観光客をもてなしている。
アバター
風城市に来た観光客をもてなす役割の職業のこと。多くの種類のアバターがあり、花形は『騎士』と『魔女』である。
私立風城学園
市内唯一の学園であり、主人公やヒロイン達が通っている。アバターを目指す学生の支援を行っている。

## 開発
本作品ではM2が開発したアニメーション技術「E-mote」（エモート）が使われ、キャラクターの立ち絵の表情・ポーズなどが、感情に合わせてアニメのようになめらかに動く演出がなされている。もともとプロデューサーのちゃとらがM2の代表と付き合いがあり、「E-moteのデモを作りたい」というM2側の要望から、2011年末に開発中だった本作品の「あやり」の絵素材を貸し、返ってきた動作サンプルが社内で好評だったため、このシステムを作品に組み込むこととなった。導入決定時にはキャラクターの立ち絵の制作は終わっていたが、視線や仕草などがアニメーションで表現できるため、説明する文章を削除するなどシナリオの修正が行われた。

### キャスティング
柴門 えくれあ役には藤咲ウサが選ばれた。藤咲はえくれあを演じた時は新鮮で楽しかったと2016年のブログ記事の中で振り返っており、淡々とした表情に水澄への想いや洋輔への気持ちの変化をどう演じるのか考えたとも話している。
ういんどみる広報の咲は前述のブログ記事に寄せたコメントの中で、訥々としたしゃべり方の中に茶目っ気ある可愛さが詰まっており、毒舌家である彼女の「表」と「裏」の魅力を最大限に引き出してくれたと語っている。

## スタッフ
- 原画[2] こ〜ちゃ・成瀬未亜
- キャラクターデザイン[2] こ〜ちゃ
- SDキャラクターデザイン[2] 成瀬未亜
- シナリオ[2] 高嶋栄二・保住圭
- BGM[18] Ecnemuse

## 主題歌
オープニングテーマ「Witch's Garden」
歌：佐藤ひろ美・飛蘭 / 作詞：佐藤ひろ美 / 作曲：上松範康（Elements Garden） / 編曲：菊田大介（Elements Garden）
あやりエンディングテーマ「二人のあしあと」
歌：緋宮あやり（日山紅莉栖） / 作詞：Le ciel / 作編曲：藤間仁（Elements Garden）
涼乃エンディングテーマ「Milky Ice」
歌：雪村涼乃（遥そら） / 作詞：ayachi / 作編曲：藤田淳平（Elements Garden）
莉々子エンディングテーマ「舞い風乙女」
歌：羽多野莉々子（さくらはづき） / 作詞：ayachi / 作曲：中山真斗（Elements Garden） / 編曲：中山真斗、岩橋星実（Elements Garden）
水澄・えくれあエンディングテーマ「カラフルキャンディー」
歌：柴門水澄（夏野こおり）&柴門えくれあ（藤咲ウサ） / 作詞：ayachi / 作編曲：菊田大介（Elements Garden）
グランドエンディングテーマ「Prologue」
歌・作詞：佐藤ひろ美 / 作編曲：藤間仁（Elements Garden）

## 関連商品

### 主題歌CD
Witch's Garden
1. Witch's Garden
2. Prologue
3. Witch's Garden（Inst.）
4. Prologue（Inst.）

- 2012年11月28日発売 / LACM-14030

### キャラクターソング
『ウィッチズガーデン』キャラクターソングvol.1 緋宮あやり「二人のあしあと」
1. 二人のあしあと
2. ウィッチズガーデン」ミニドラマ 緋宮あやり編「私の心の居場所」
3. 二人のあしあと（Inst.）

- 2012年7月25日発売 / LACM-4958

『ウィッチズガーデン』キャラクターソングvol.2 雪村涼乃「Milky Ice」
1. Milky Ice
2. 「ウィッチズガーデン」ミニドラマ 雪村涼乃編「“魔女”としてのつとめ」
3. Milky Ice（Inst.）

- 2012年7月25日発売 / LACM-4959

『ウィッチズガーデン』キャラクターソングvol.3 羽多野莉々子「舞い風乙女」
1. 舞い風乙女
2. 「ウィッチズガーデン」ミニドラマ 羽多野莉々子編「乙女のたしなみ」
3. 舞い風乙女（Inst.）

- 2012年8月22日発売 / LACM-4983

『ウィッチズガーデン』キャラクターソングvol.4 柴門水澄&柴門えくれあ「カラフルキャンディー」
1. カラフルキャンディー
2. 「ウィッチズガーデン」ミニドラマ 柴門水澄&柴門えくれあ編「阿吽の日常」
3. カラフルキャンディー（Inst.）

- 2012年8月22日発売 / LACM-4984

### 同梱特典
BGM Digital Sound Tracks Witch!
| 全作曲: Ecnemuse（OdiakeS）。 |                         |       |                     |      |
| #                             | タイトル                | 作詞  | 作曲・編曲          | 時間 |
| 1.                            | 「日溜まりSTEP」        |       | Ecnemuse（OdiakeS） | 1:22 |
| 2.                            | 「涼やかな調べ」        |       | Ecnemuse（OdiakeS） | 1:10 |
| 3.                            | 「誇り高く咲く花」      |       | Ecnemuse（OdiakeS） | 1:19 |
| 4.                            | 「水面に揺られて」      |       | Ecnemuse（OdiakeS） | 1:27 |
| 5.                            | 「穏やかな昼下がり」    |       | Ecnemuse（OdiakeS） | 1:26 |
| 6.                            | 「暖かな風に包まれて」  |       | Ecnemuse（OdiakeS） | 1:20 |
| 7.                            | 「風城DAYS」            |       | Ecnemuse（OdiakeS） | 1:24 |
| 8.                            | 「微睡みの風景」        |       | Ecnemuse（OdiakeS） | 1:21 |
| 9.                            | 「移ろいゆく輝き」      |       | Ecnemuse（OdiakeS） | 1:14 |
| 10.                           | 「揺れる心」            |       | Ecnemuse（OdiakeS） | 1:21 |
| 11.                           | 「哀情のゆりかご」      |       | Ecnemuse（OdiakeS） | 1:27 |
| 12.                           | 「心張り詰めて」        |       | Ecnemuse（OdiakeS） | 1:11 |
| 13.                           | 「止まりゆく時間」      |       | Ecnemuse（OdiakeS） | 1:16 |
| 14.                           | 「テクノロジー」        |       | Ecnemuse（OdiakeS） | 1:15 |
| 15.                           | 「秘匿された思い」      |       | Ecnemuse（OdiakeS） | 1:15 |
| 16.                           | 「華ひらく通り道」      |       | Ecnemuse（OdiakeS） | 1:23 |
| 17.                           | 「STEP&SKIP」           |       | Ecnemuse（OdiakeS） | 1:16 |
| 18.                           | 「風を追い越して」      |       | Ecnemuse（OdiakeS） | 1:06 |
| 19.                           | 「騎士道に挑む心」      |       | Ecnemuse（OdiakeS） | 1:20 |
| 20.                           | 「勇壮なる出陣」        |       | Ecnemuse（OdiakeS） | 1:11 |
| 21.                           | 「いざ参らん!」         |       | Ecnemuse（OdiakeS） | 1:25 |
| 22.                           | 「緊迫せし対峙」        |       | Ecnemuse（OdiakeS） | 1:04 |
| 23.                           | 「真なる力ここにあり!」 |       | Ecnemuse（OdiakeS） | 1:16 |
| 24.                           | 「奇天烈情景」          |       | Ecnemuse（OdiakeS） | 1:17 |
| 25.                           | 「ぎゅぎゅぎゅ」        |       | Ecnemuse（OdiakeS） | 1:08 |
| 26.                           | 「明日を望む細道」      |       | Ecnemuse（OdiakeS） | 1:33 |
| 27.                           | 「沸き出ずる想い」      |       | Ecnemuse（OdiakeS） | 1:22 |
| 28.                           | 「触れ合う心」          |       | Ecnemuse（OdiakeS） | 1:43 |
| 29.                           | 「二人、身を委ねて」    |       | Ecnemuse（OdiakeS） | 1:33 |
| 30.                           | 「安らぎの温もり」      |       | Ecnemuse（OdiakeS） | 1:23 |
| 合計時間:                     | 合計時間:               | 39:48 |                     |      |

### 漫画
『DENGEKI HIME』にて2012年11月号より連載。作画はこもだ。各ヒロインを焦点にあてた内容だが、本編ルートとは異なる。
- 第1巻 2013年5月15日発行 ISBN 978-4-04-891665-3